# Марселла Плейс
Марселла Плейс (англ. Marcella Place, 23 квітня 1959) — американська хокеїстка на траві.
Бронзова призерка Олімпійських Ігор 1984 року, учасниця 1988 року.